# Karin Miyamoto
Pour les articles homonymes, voir Miyamoto.
Karin Miyamoto (宮本佳林, Miyamoto Karin, née le 1er décembre 1998 à Chiba, au Japon) est une idole japonaise du Hello! Project, chanteuse et seiyū occasionnelle.

## Biographie
Karin Miyamoto naît en 1998 mais vit une partie de son enfance chez ses grands-parents.
Karin Miyamoto est sélectionnée en 2008 à 9 ans dans le cadre du Hello! Pro Egg. Elle fait partie en 2009 du groupe temporaire Shin Mini Moni, et participe depuis aux concerts commun du Hello! Project. Elle apparait aussi dans plusieurs comédies musicales, dans le film Hoshisuna no Shima no Chiisana Tenshi ~Mermaid Smile~ en 2010, et dans le drama Sūgaku Joshi Gakuen en 2012. À partir de fin 2010, elle double le personnage anime Kopink (コピンク) dans l'émission télévisée PINK!SS, sortant plusieurs singles digitaux et un mini-album en solo en tant que "Kopink". Elle participe en parallèle au groupe temporaire Reborn Eleven en 2011, et tente sans succès de passer l'audition pour rejoindre le groupe S/Mileage.
Elle quitte l'émission PINK!SS en 2013 pour rejoindre le nouveau groupe Juice=Juice, sélectionnée par Tsunku.
Le groupe agrandi à sept membres en juin 2017, il est cependant annoncé le 25 juillet 2017, que Karin Miyamoto, chanteuse principale et membre central du groupe, est mise en repos après avoir été diagnostiqué d'une dysphonie fonctionnelle. Elle annonce publiquement être guérie le 29 août suivant.

## Groupes

### Au sein du Hello! Project
- Shin Mini Moni (2009)
- Reborn Eleven (2011)
- Juice=Juice (2013-)
- Jurin (2013-)

## Discographie

### En solo
(En tant que "Kopink")
Singles digitaux
1. 21 décembre 2011 : Carina Notte (カリーナノッテ?)
2. 29 août 2012 : Saikō Shikando (最高視感度?)
3. 5 décembre 2012 : Usagi Tocome (兎tocome?)
4. 31 janvier 2012 : Reverse (リバース?)

Mini-album
1. 20 mars 2013 : Kopink's! Melodies ~star chart~ (コピンクス！メロディーズ～star chart～?)

### Avec Juice=Juice
Albums
1. 15 juillet 2015 : First Squeeze!
2. 1er août 2018 : Juice=Juice #2 -¡Una más!-
3. 20 avril 2022 : terzo (uniquement Platonic Planet)

Singles indies
1. 31 mars 2013 : Watashi ga Iu Mae ni Dakishimenakya ne
2. 5 mai 2013 : Samidare Bijo ga Samidareru
3. 8 juin 2013 : Ten Made Nobore! (Hello! Pro Kenshusei feat. Juice=Juice)

Singles majors
1. 11 septembre 2013 : Romance no Tochū / Watashi ga Iu Mae ni Dakishimenakya ne (Memorial Edit) / Samidare Bijo ga Samidareru (Memorial Edit)
2. 4 décembre 2013 : Ijiwaru Shinaide Dakishimete yo / Hajimete wo Keikenchū
3. 19 mars 2014 : Hadaka no Hadaka no Hadaka no KISS / Are Kore Shitai!
4. 30 juillet 2014 : Black Butterfly / Kaze ni Fukarete
5. 1er octobre 2014 : Senobi / Date Ja Nai yo Uchi no Jinsei wa
6. 8 avril 2015 : Wonderful World / Ça va Ça va
7. 3 février 2016 : Next is you! / Karada Dake ga Otona ni Nattan Janai
8. 26 octobre 2016 : Dream Road ~Kokoro ga Odoridashiteru~ / Keep On Joshō Shikō!! / Ashita Yarō wa Bakayarō
9. 26 avril 2017 : Jidanda Dance / Feel! Kanjiru yo
10. 18 avril 2018 : Sexy Sexy / Naite Ii yo / Vivid Midnight
11. 13 février 2019 : Bitansan / Potsuri to / Good bye & Good luck!  (1er single avec la 3e génération Manaka Inaba ; dernier single avec Nanami Yanagawa)
12. 5 juin 2019 : “Hitori de Ikirare Sō” tte Sorettene, Homete Iru no? / 25sai Eien Setsu
13. 1er avril 2020 : Pop Music / Suki tte Itte yo

### Autres
Chansons
- 2009 : Tentō Chū no Sanba, sur l'album Chanpuru 1 (avec Shin Mini Moni)
- 2009 : Pen Pen Kyōdai, sur l'album Petit Best 10 (avec Shin Mini Moni)
- 4 septembre 2013 : Hotaru Matsuri no Hi (avec Jurin)

## Travaux divers
Photobooks
- 6 juin 2014 : Karin
- 27 mai 2015 : Karin sixteen

DVD
- 4 février 2014 : DVD - Greeting 「～Miyamoto Karin～」
- 16 juillet 2014 : KArin

Film
- 2010 : Hoshisuna no Shima no Chiisana Tenshi ~Mermaid Smile~ (星砂の島のちいさな天使～マーメイド　スマイル?)

Programmes TV
- 2010.04.24 : Asonde Manabu (アソンデマナブ?)
- 2010.11.26 - 2013.02 : PINK!SS (voix de Pink-chan)

Drama
- 2012 : Sūgaku Joshi Gakuen (数学♥女子学園?)

Comédies musicales
- 2006 : Ojigi de SHAPE-UP! (おじぎでシェイプアップ！?)
- 2010 : Kaibutsu no Kodomo (かいぶつのこども?)
- 2010 : Geki Haro Dai 9 Kai Kôen "San Okuen Shôjo" ~Karei Naru Nanain~ (劇団ゲキハロ第9回公演　『三億円少女』～華麗なる七人～?)
- 2010 : Ima ga Itsuka ni Naru Maeni (今がいつかになる前に?)
- 2011 : 1974 (Ikunayo) (1974(イクナヨ)?)
- 2011 : Reborn ~Inochi no Audition~ (リボーン～命のオーディション～?) (as Genghis Khan)
- 2012 : B・B ~bumpy buddy~
- 2012 : Sugar Spot (シュガースポット?)
- 24-30 avril 2013 : Moshimo Kokumin ga Shushō o Erandara (もしも国民が首相を選んだら?)